# Hôtel de Lesdiguières (Paris)
Pour l’article homonyme, voir Hôtel de Lesdiguières.
L'hôtel de Lesdiguières est un hôtel particulier parisien détruit en 1877, qui se situait à l'angle des rues de la Cerisaie et de Lesdiguières. Ses jardins s'étendaient avant leur aliénation vers 1740 entre la rue Castex et la rue de Lesdighières jusqu'à la rue Saint-Antoine (n° 11 à 15).

## Histoire
L'hôtel est construit en 1580-1587 pour le financier Zamet, une des créatures de Catherine de Médicis, puis acquis en 1614  par le connétable François de Bonne de Lesdiguières.
Parmi les personnalités ayant habité cet hôtel, on compte le cardinal de Retz qui y recevait madame de Sévigné, Pierre Corneille, Molière.
À la mort d'Alphonse Blanchefort de Créqui duc de Lesdiguières, l'hôtel revint en 1712 par droit de succession au maréchal de Villeroy. L'hôtel fut somptueusement garni de meubles du roi pour accueillir Pierre le Grand et sa suite. Le tsar Pierre le Grand est reçu en 1717. Le 10 mai 1717, Louis XV, âgé de sept ans, y rendit visite au tsar. Une plaque sur l'immeuble du 10 rue de Lesdiguières rappelle cette rencontre.
Un projet d'aménagement de l'hôtel réalisé par Robert de Cotte en 1717 est abandonné.
Après la mort du Maréchal en 1730, son petit-fils abandonne en 1735 l'hôtel qui est reconstruit plus petit. Le reste de la propriété avec le jardin est vendu à des lotisseurs. L'allée du jardin le long du petit arsenal est transformée en passage de la rue de la Cerisaie à la rue Saint-Antoine. Des maisons sont construites le long de ce passage ouvert à la circulation en 1765 qui devient la rue de Lesdiguières et l'autre partie du jardin est acquise par le couvent de la Visitation-Sainte-Marie.

Évolution
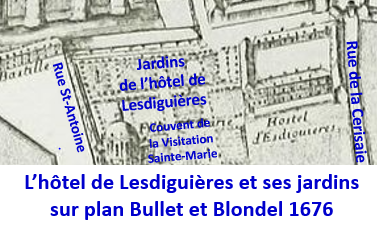
Hôtel Lesdiguières sur plan Bulllet et Blondel de 1676
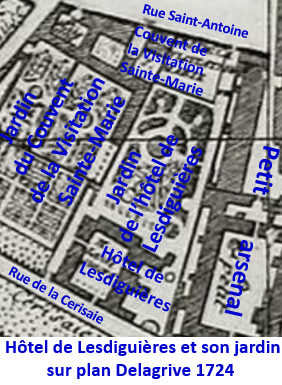
En 1724 le jardin s'étend jusqu'à proximité de la rue St-Antoine
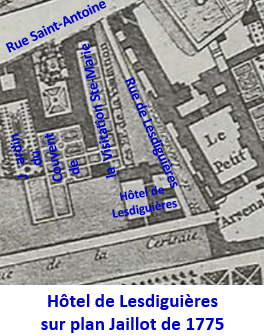
En 1775, l'hôtel est réduit. La partie ouest du jardin est réuni au couvent de la Visitation. Des maisons bordent la nouvelle rue

Le conseiller d'État Drouyn de Vandeuil acquiert en 1776 l'hôtel qui est en partie occupé dans les années 1850 par un pensionnat de jeunes filles avant sa destruction en 1877 lors du percement du boulevard Henri IV.

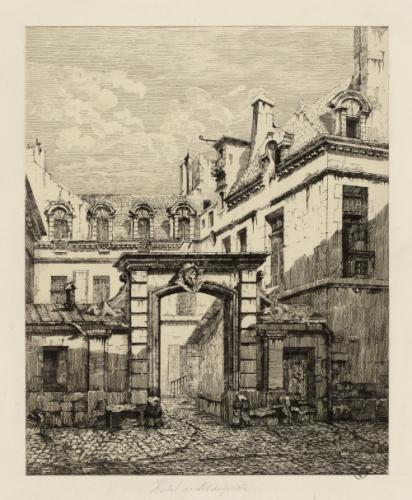
Hôtel Lesdiguières vers 1866
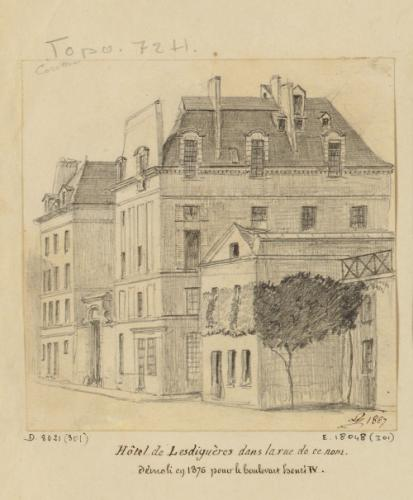
Hôtel Lesdiguières vers 1870
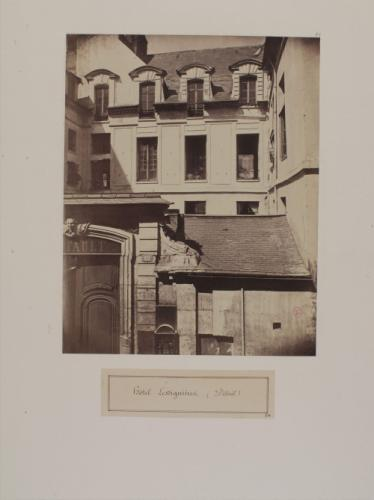
Hôtel Lesdiguières photo vers 1866

## Description
L'hôtel dont le corps de logis était orienté Est-Ouest et son jardin sont installés sur un grand terrain. On accèdait dans la cour d'honneur par une entrée sur la rue de la Cerisaie encadrée par deux terrasses. Un long bâtiment abritant une galerie, dont le revers sur le jardin est agrémenté d'une terrasse était situé au fond de la cour d'honneur. Un bâtiment  à gauche de la cour abritait les communs, les écuries et la basse-cour.
Le jardin était renommé pour la beauté de ses parterres et ses treillages le long des murs.
Les plans font apparaître peu de modifications entre 1680 et 1717 sauf la transforamtion d'une petite cour à l'est en parterre et l'ensemble paraît encore inchangé en 1737 sur le plan de Turgot.
La grande cour d'honneur et les bâtiments qui l'entouraient seront supprimés vers 1740 avec le jardin.
Seuls subsisteront les bâtiments à l'angle de la rue Lesdiguières et de la rue de la Cerisaie peut-être remaniés. D'après les dessins et photos des années précédant sa destruction en 1877, son architecture semble cependant dater plutôt du début du XVIIe siècle, donc de l'acquisition par Lesdiguières, que de 1740.

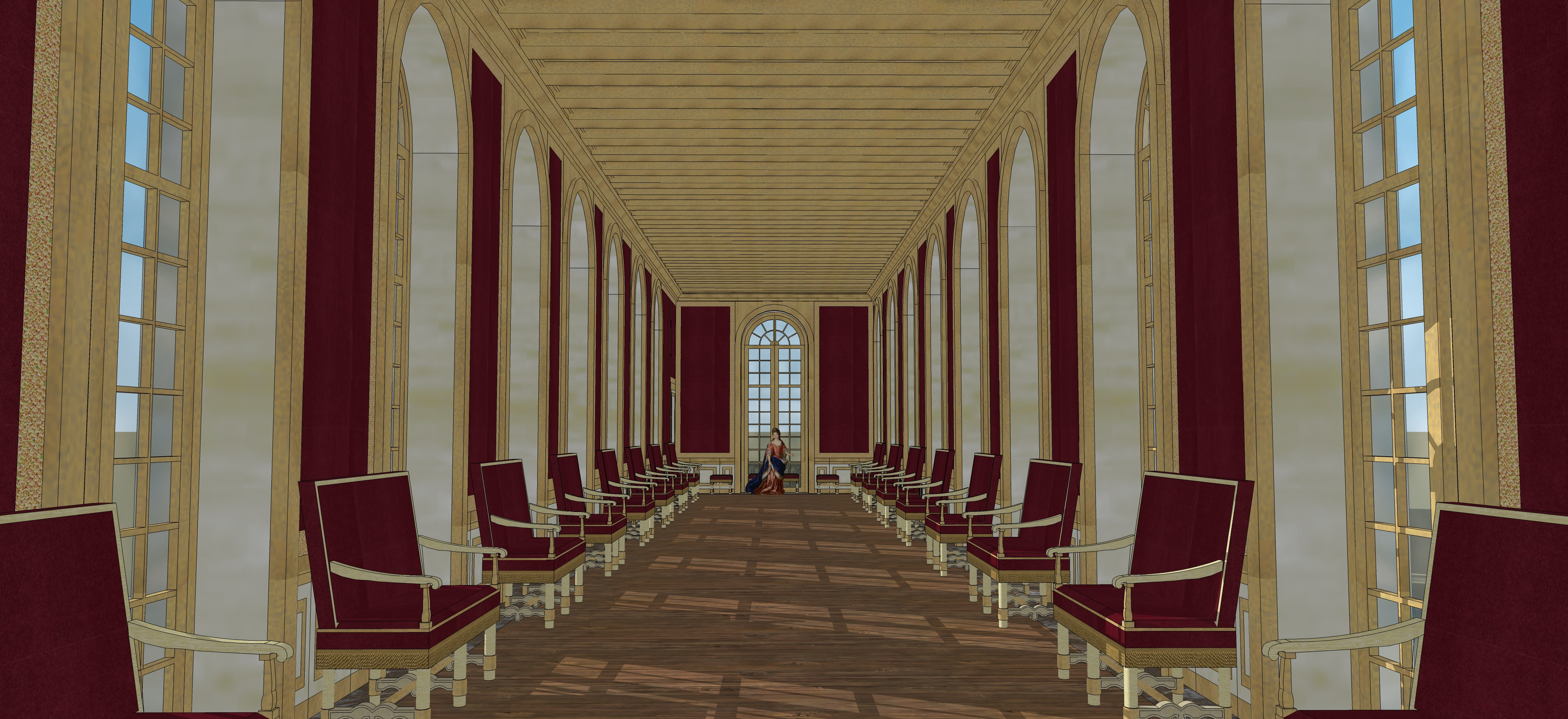
Restitution de la galerie haute de l'hôtel de Lesdiguières, avec le mobilier de l'inventaire de 1716.

L'originalité de l'hôtel était constitué par ses deux galeries superposées, entre cour et jardin. La galerie basse est dite des cartes dans l'inventaire de 1638. La galerie haute, avec la plus grande hauteur, était dite des rois, recevant deux portraits de rois, placés de part et d'autre, sans doute sur les parois à côté des deux petites portes d'entrée.
Il semble que le plafond de la galerie haute n'ait pas été voûté sur la hauteur des combles, mais au contraire avec un plafond plat, sans doute à solives décorées. En effet, les inventaires après décès de l'hôtel citent au-dessus de la galerie haute le gardemeuble, ce qui impose un plafond plat et non voûté en demi-cintre. D'ailleurs un dessin donné comme coupe de la galerie ne concerne pas cette pièce puisque les hauteurs des corniches ne fonctionnent pas avec les élévations connues. On ne connaît pas le décor entre chaque fenêtre : y avait-il d'autres portraits de rois ? Ou bien des lambris dorés ?
Entre chaque baie cintrée prenaient place des canapés avec velours rouge. La pièce était d'une grande luminosité, et peut préfigurer dans son organisation la future galerie des glaces du château de Versailles. 

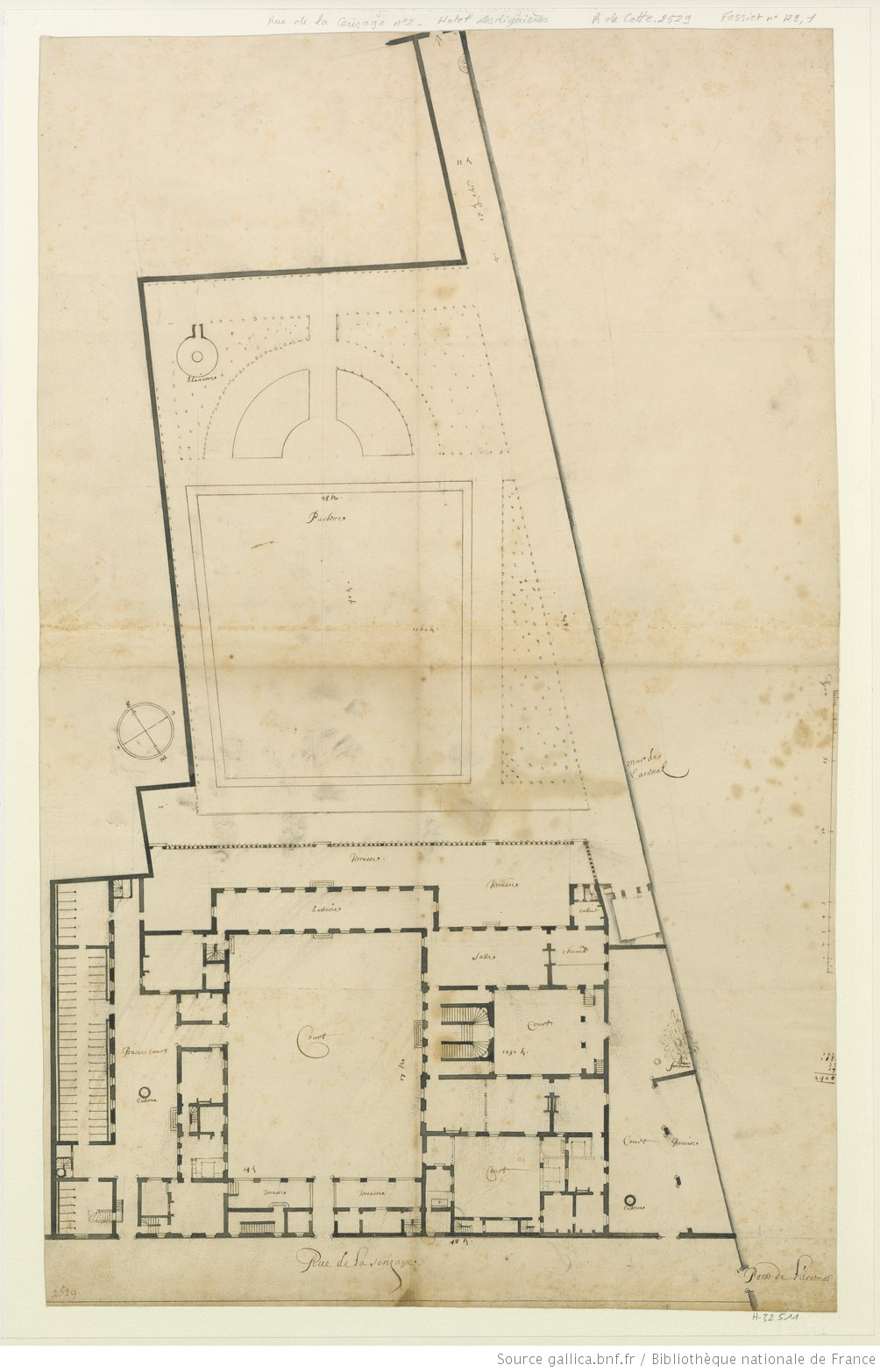
Plan en 1680
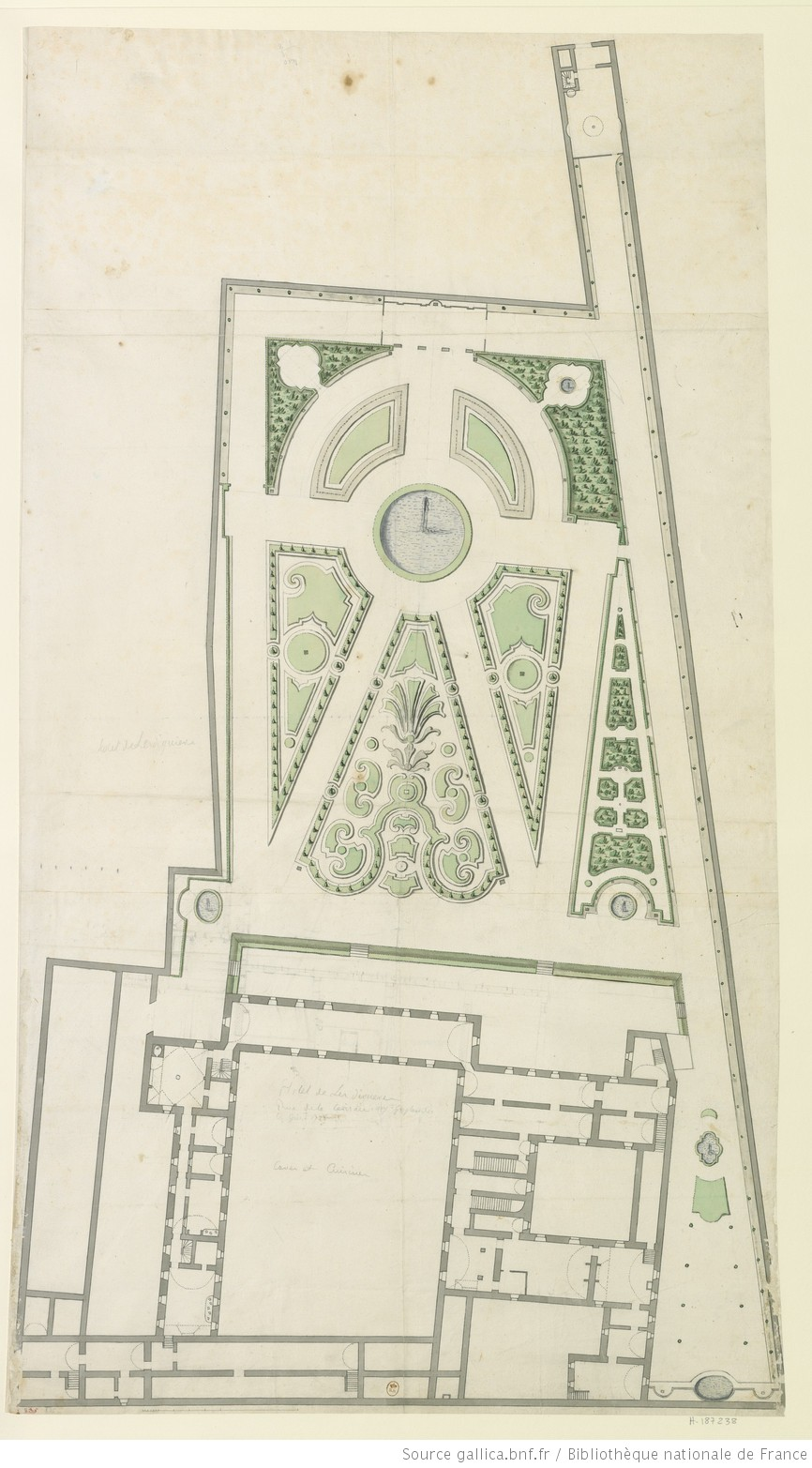
Plan en 1717
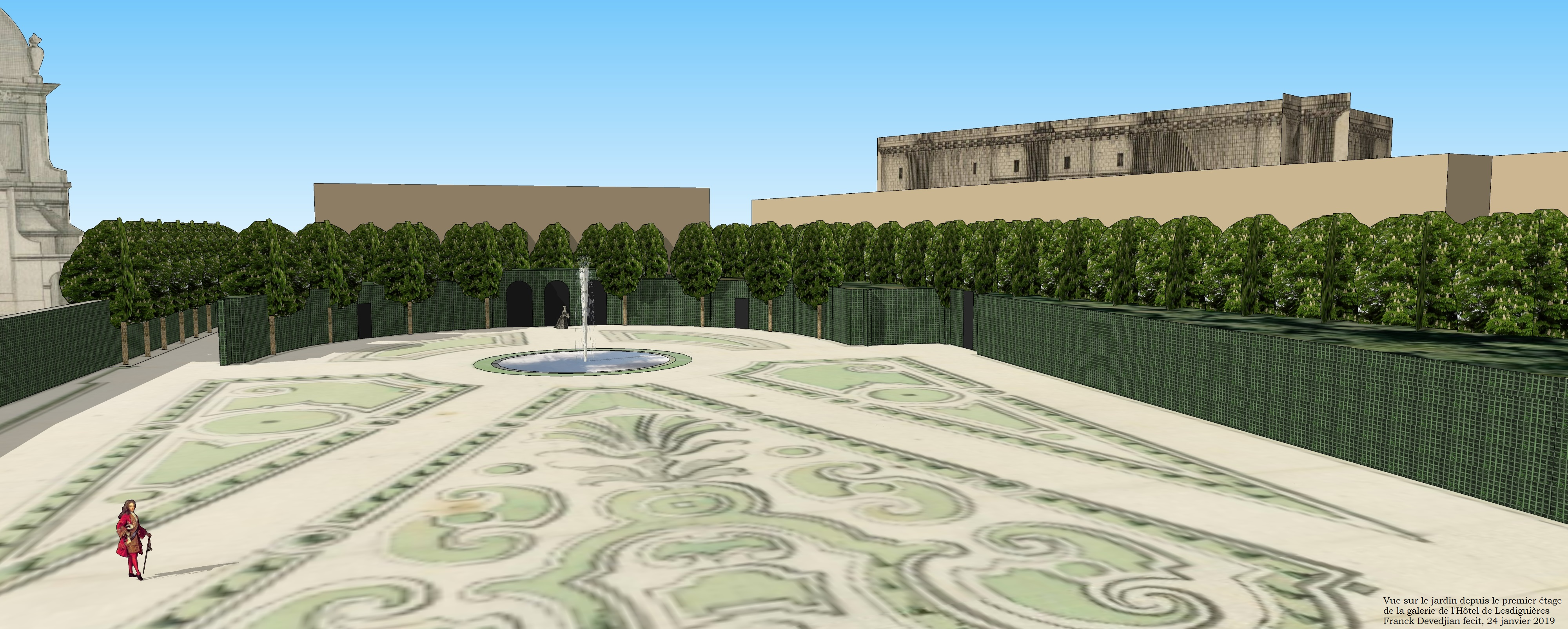
Vue sur le jardin depuis la galerie du premier